# Войчук Олександр Анатолійович
Олекса́ндр Анато́лійович Войчу́к (8 лютого 1989 — 29 серпня 2014) — солдат 51-ї окремої механізованої бригади Збройних сил України, учасник російсько-української війни.

## Біографія
Народився Олександр Войчук 8 лютого 1989 року в Луцьку. Навчався майбутній воїн у Луцькій ЗОШ № 20, після закінчення школи 2006 року навчався у Луцькому національному технічному університеті. Після завершення навчання в університеті з 2011 року проходив строкову службу в лавах ЗСУ. По демобілізації з 2012 року працював у ТОВ «Кромберг енд Шуберт Україна».
З початком російської збройної агресії був мобілізований до лав Збройних сил України у квітні 2014 року. У Збройних силах служив у лавах 51-ї механізованої бригади. Разом із підрозділом брав участь у боях під Іловайськом.
29 серпня 2014 року під час виходу з оточення боєць загинув під час обстрілу українських військових російськими військовими біля села Новокатеринівка Старобешівського району у так званому «зеленому коридорі». Тривалий час Олександр Войчук вважався зниклим безвісти, і спочатку був похований у Дніпропетровську разом з іншими неопізнаними воїнами 3 вересня 2014 року. Особу загиблого волинянина встановлено через 5 місяців по аналізу ДНК.
Після ідентифікації Олександра Войчука воїн був урочисто перепохований у Луцьку 29 січня 2015 року. Прощання із загиблим героєм відбулось у Свято-Троїцькому кафедральному соборі УПЦ КП, а громадянська панихида — на центральній площі Луцька. Похований загиблий воїн на центральній алеї кладовища «Гаразджа».
Без Олександра лишилась мама Тетяна Войчук.

## Нагороди та вшанування
- 17 липня 2015 року — за особисту мужність і героїзм, виявлені у захисті державного суверенітету та територіальної цілісності України, вірність військовій присязі під час російсько-української війни, відзначений — нагороджений орденом «За мужність» III ступеня (посмертно).
- 28 серпня 2015 року на фасаді будинку по бульварі Дружби Народів, де мешкав загиблий герой, встановлено меморіальні дошки на честь Олександра Войчука та іншого загиблого воїна — Володимира Прокопчука, який також мешкав у цьому будинку[6].
- Його портрет розміщений на меморіалі «Стіна пам'яті полеглих за Україну» у Києві: секція 3, ряд 3, місце 30
- Вшановується 29 серпня на щоденному ранковому церемоніалі вшанування українських захисників, які загинули цього дня у різні роки внаслідок російської збройної агресії[7]
- відзнака 51-ї ОМБр «За мужність та відвагу» (посмертно)
- почесний громадянин Волині (посмертно)
- почесний громадянин міста Луцька (2018; посмертно)[8]